# ويليام مولوي
ويليام مولوي هو سياسي كندي، ولد في 28 أكتوبر 1877، وتوفي في 10 أبريل 1917.